# David Taylor (giocatore di snooker)
David Taylor (Grande Manchester, 29 luglio 1943) è un giocatore di snooker inglese, professionista dal 1968 al 1997.